# Sarah Field Splint
Sarah Field Splint (Swarthmore, 1883 - 25 de diciembre de 1959) fue una autora, editora, consultora de economía doméstica y feminista estadounidense.

## Biografía
Splint nació en Swarthmore, Pensilvania, y fue alumna del Colby College. De 1914 a 1919 fue editora de la revista Today's Housewife, publicada en Cooperstown, Nueva York. Fue jefa de la Home Conservation Division of the Food Conservation Division de la Administración de Alimentos de los Estados Unidos, donde diseñó parte del uniforme de la institución, más tarde conocido como el delantal Hoover.
Splint fue editora de Woman's Home Companion, editora gerente de The Woman's Magazine, y miembro de The Delineator. Formaba parte del Club Heterodoxy, un grupo de debate feminista estadounidense, en el que estaban otras mujeres como Anne O'Hagan Shinn o Ellen La Motte. luchando por el sufragio. Splint donó a una biblioteca la colección de las obras de Sarah Orne Jewett.   
Splint falleció en 1959.

## Selección de publicaciones
- 192?, The Rumford modern methods of cooking; delicious and savory dishes ...
- 1922, Time-saving cookery
- 1923, What you gain by using Dairylea milk : recipes and budget
- 1925, Master-recipes : a new time-saving method of cookery : prepared in McCall's laboratory-kitchen, Sarah Field Splint, Director
- 1925, What to serve at parties : menus and recipes for parties of every kind : prepared in McCall's laboratory-kitchen, Sarah Field Splint, Director
- 1926, Pies and pastries : icings and frostings
- 1926, The art of cooking and serving
- 1926, Some hints on deep fat frying
- 1926, Smoothtop cookery with gas, the modern fuel
- 1929, 199 selected recipes
- 1930, Salads, suppers, picnics : a book of delicious and time saving dishes made with Premier Salad Dressing
- 1930, A manual of cookery in 12 chapters as applied to classroom work
- 1931, Table service and accessories
- 1935, 65 prize recipes from the South : a collection of prize-winning recipes, proved favorites from Southern homes